# (36739) 2000 RG61
2000 RG61 (asteroide 36739) é um asteroide da cintura principal. Possui uma excentricidade de 0.05582550 e uma inclinação de 3.57783º.
Este asteroide foi descoberto no dia 1 de setembro de 2000 por LINEAR em Socorro.